# 李励绂
李励绂（英語：Li Fu Lee，1904年5月3日—1985年）是一名中国工程师与教师，她是第一位进入麻省理工学院(MIT) 的中国女性。当时如《波士頓環球報》，《科技新时代》和《麻省理工科技評論》在内的许多媒体都对她的入学进行了报道。她以中国女学生的身份和主修电气工程专业而闻名。根据《波士頓環球報》的报道，当时的电气工程专业本科生中公认最难的专业。她是1929年从麻省理工学院毕业的25名女性之一，也是第一批在麻省理工学院获得电气工程理学学士学位的女性之一。

## 生平

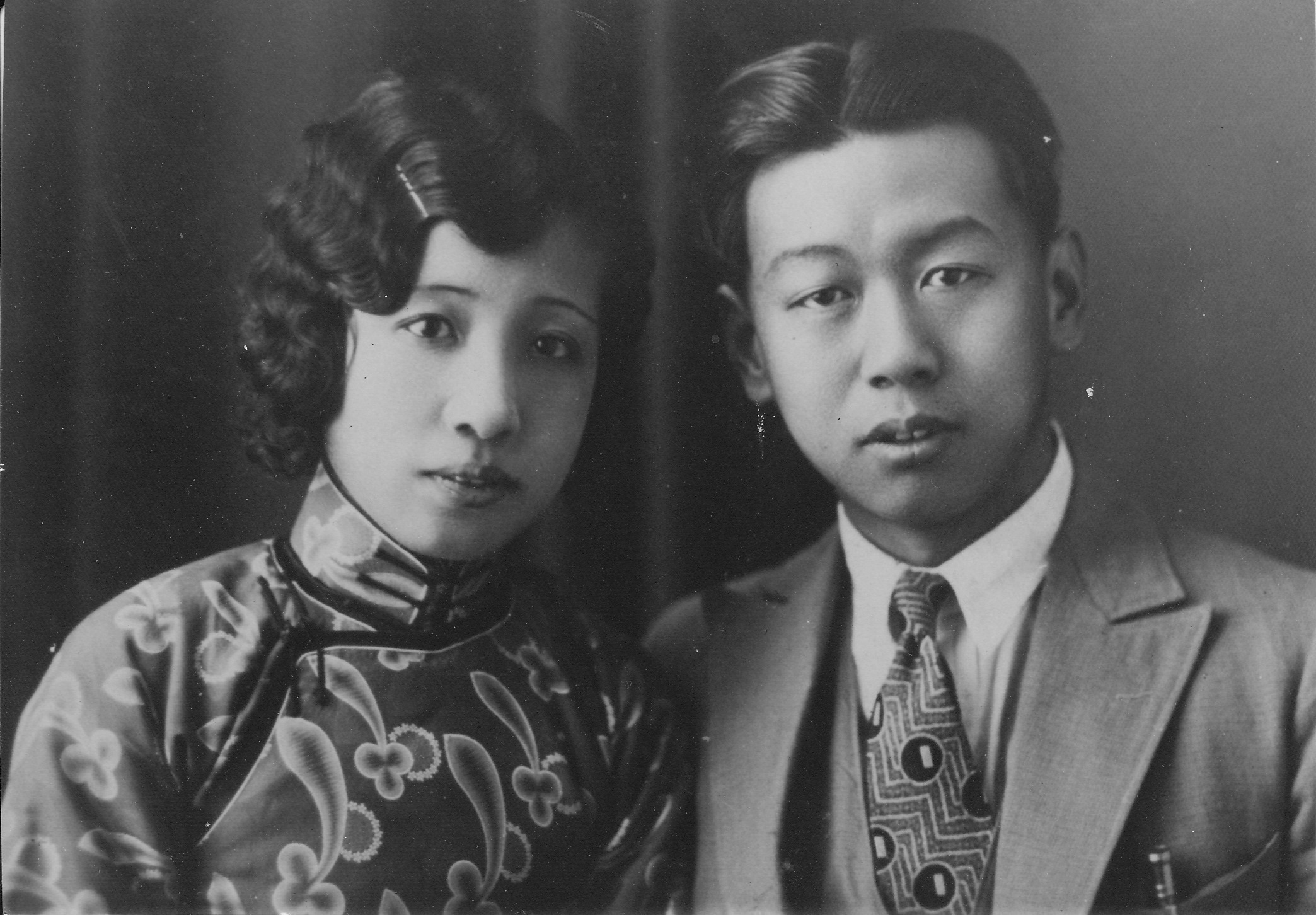
李励绂和关东在去麻省理工学院之前， 约1925年

李励绂，1904年5月3日生于河北。她是汉族人，嫁给了出身于满族显赫家族的关东。1925 年，关东在麻省理工学院(MIT) 攻读电机工程。 在学习期间，他决定让李励绂也去麻省理工学院学习，于是回国与李励绂在9月举行婚礼和度蜜月后不久，一同搬到了美国。他们登上麦金莱总统号，从上海启程前往西雅图。同年，他们到达后不久，李励绂开始读于麻省理工学院电气工程专业。 李励绂和关东分别于1929年和1927年毕业于麻省理工学院，获得电气工程理学学士学位。

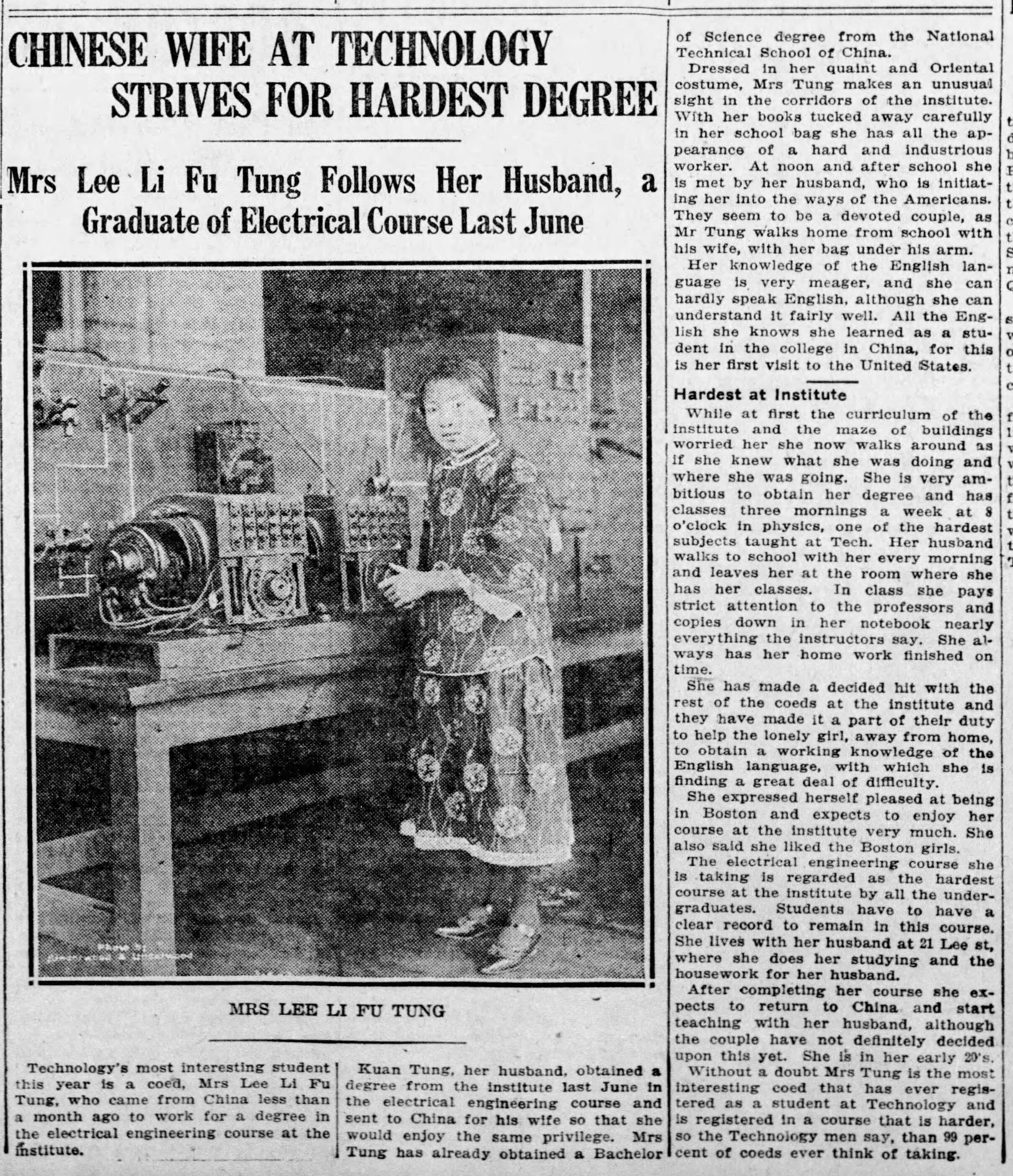
波士顿环球报对李励绂的报道，1925 年 10 月 20 日

许多媒体报道了李励绂在麻省理工学院的入学，其中包括波士顿环球报该报在1925年10月20日刊登了一张她的照片称她是麻省理工学院当年“最有趣的学生”，“关夫人身着古朴而东方的服装，在学院的走廊里显得格外引人注目。”美国其他报纸也报道了这个故事。 
李励绂因是一名中国女性而闻名。 1925年，《中国学生月刊》称她“可能是我们所知道的第一个在这个国家学习工程的中国女学生”。 1926年2月，《科技新时代》发表了一篇关于她的文章。李励绂的入学是中国妇女权利进步的标志，说：“至少有一个中国人 [关东] 相信那名女性应该在家庭之外和家庭之中都有一席之地。”同月，《麻省理工科技评论》重新刊登了李在《波士顿环球报》上首次发表的照片，并指出她是“有史以来第一个进入[麻省理工学院]的中国夫妻”。
李励绂还因在麻省理工学院学习电气工程而闻名，这在当时被认为特别具有挑战性。 《中国学生月刊》称，“她在久负盛名的‘难’院校选择‘最难课程’，当然是划时代的。”《波士顿环球报》称，“她所修的电气工程课程被所有本科生认为是该学院最难的课程。”据报道，麻省理工学院的男学生指出，她“注册的课程难度更大 ...超过99%的学生。”她选修了物理学课，而物理课是“[麻省理工学院]教授的最难的科目之一”。
《波士顿环球报》称，李励绂对她的学业很投入。她“展现出十分勤奋的面貌”，并且“非常渴望获得学位”。她在课堂上“非常专心”，在笔记本上记录了“几乎所有老师说的”，而且她总是按时完成作业。
1925年9月，在进入麻省理工学院后不久，李励绂被选为麻省理工学院中国学生俱乐部社会委员会主席。她是俱乐部的第一位女性，当时也是唯一一位女性。《波士顿环球报》称她“对麻省理工学院的女学生产生了决定性的影响”。他们帮助李励绂提高了英语知识。据报道，她在家学习并为关东做家务。关东每天背着她的书包送她上下课。据说李励绂对电子通信特别感兴趣。 

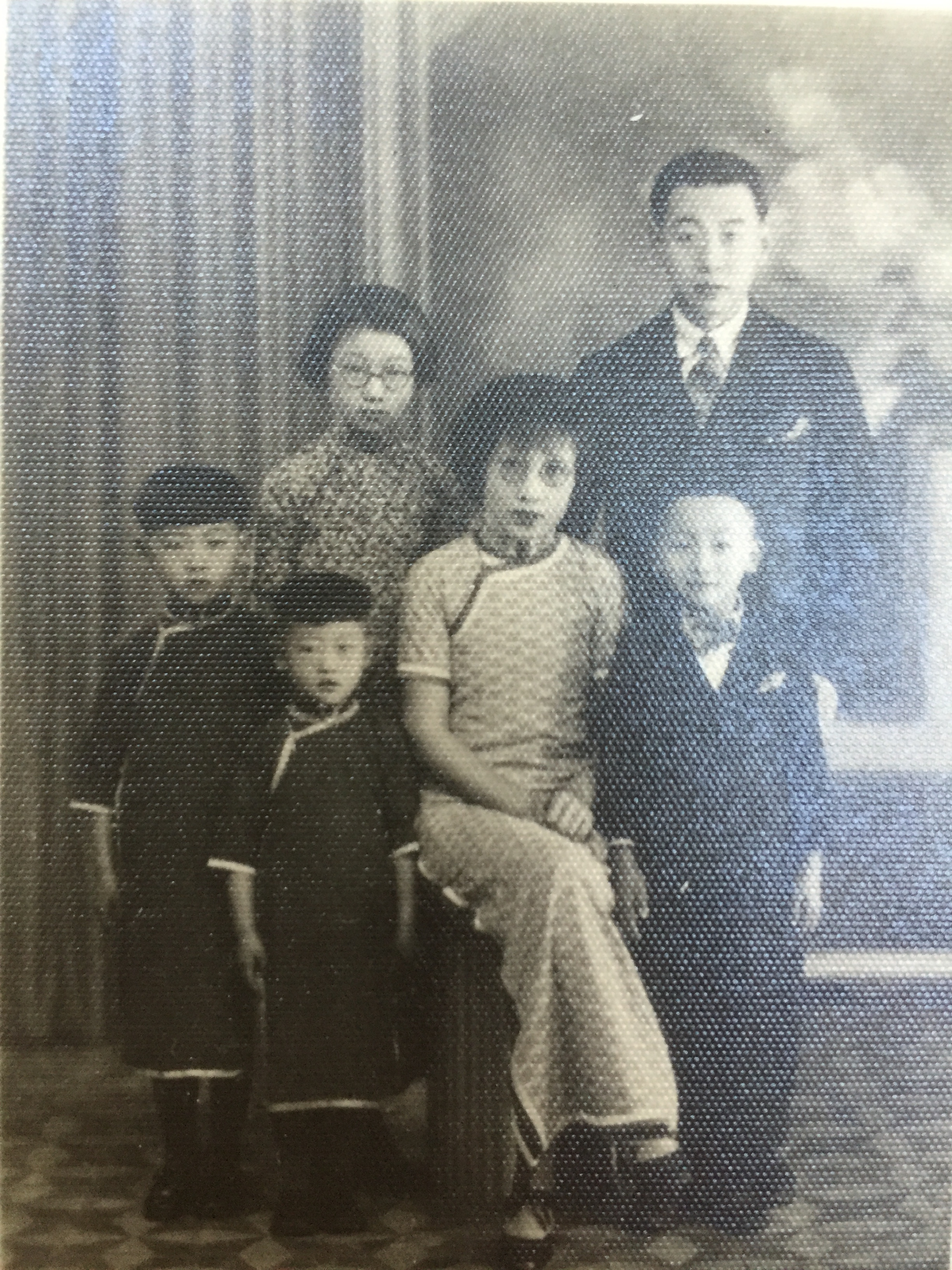
李励绂和关东一家，摄于中国

从麻省理工学院毕业后，人们对李励绂的职业生涯知之甚少。回到中国后，李励绂成为一名工程师并在大学任教。 第二次国共内战后，她和家人去往台湾，在那里获得了政府职位。她和她的家人随后返回了美国。

## 影响
李励绂是 1877 年至 1931 年间唯一一位在麻省理工学院学习的中国女性她是 1929 年毕业的 25 名女性之一，她是第一批在麻省理工学院获得电气工程理学学士学位的女性之一。 2017 年麻省理工学院为了纪念 1877 年第一位中国学生入学的 140 周年，举办了名为“中国走向科技：1877-1931”的展览，其中介绍了 李励绂。展览的增刊《中国来到麻省理工学院》 网站上有一篇关于她的文章称她“是女性的先驱，不仅在中国，在美国也是如此”。  Chowdhury (2022) 指出，尽管学习科学和工程的女性在中国变得司空见惯，并且缺乏女性榜样可能不再是一个问题，“李励绂的故事仍然具有代表性，可以作为这个趋势的开端。”

### 书籍
- (PDF). Cambridge Mass., U.S.A.: Massachusetts Institute of Technology, Chinese Students Directory. January 1931  [8 March 2023]. （原始内容 (PDF)存档于8 March 2023）.

### 文章
- Bever, Marilynn A.  (PDF) (Bachelor论文). Massachusetts Institute of Technology. June 1976  [2023-04-21]. （原始内容存档 (PDF)于2023-03-31）.
- Chowdhury, Fahmida N. . American Behavioral Scientist. 2022  [10 March 2023]. S2CID 247234285. doi:10.1177/00027642221078508. （原始内容存档于2023-03-08）.